# Alfonso de Cartagena
Alfonso o Alonso García de Santa María, más conocido como Alfonso de Cartagena por ser este el primer obispado de su padre (Burgos, 6 de julio de 1384-Villasandino, Burgos, 12 de julio de 1456) fue un humanista, diplomático, historiador y escritor castellano del Prerrenacimiento.

## Biografía
Fue el tercer hijo, segundo varón del rabino de Burgos y después famoso obispo judeoconverso de Cartagena Pablo de Santa María, habido de su mujer legítima, antes de que tomase religión. Alfonso estudió leyes en la Universidad de Salamanca y "fue gran letrado en derecho canónico e cevil", según los Claros varones de Castilla (1486), así como un "gran filósofo natural". Comenzó su carrera como maestresala de la catedral de Murcia (sede de la diócesis de Cartagena) para, más tarde, en 1415, ser nombrado deán de Santiago y de Segovia, nuncio apostólico, canónigo de Burgos en 1421, actuando ese año como embajador en Portugal para conseguir la paz entre los dos reinos.
Siendo deán de Santiago, fue uno de los nombrados por Juan II de Castilla para ir al Concilio de Basilea (1434) en sustitución del cardenal Alonso de Carrillo. Allí logró con un famoso discurso, que compuso en latín y en castellano (Propositio... super altercatione praeminentia, 1434), que los padres de aquel concilio reconocieran el derecho preferente del rey de Castilla sobre el de Inglaterra.
Justo entonces, a la muerte de su padre en 1435, fue nombrado su sucesor como obispo de Burgos, por el papa Eugenio IV.
Ya en 1422 había emprendido la traducción de algunas obras de Cicerón (De officiis, De senectute), encargadas por el secretario del rey Juan II de Trastámara (1405-1454), Juan Alfonso de Zamora, así como el De inventione, para uso del entonces príncipe Duarte de Portugal. 
Las «traslaciones en vernácula lengua», tal y como las llamó, obedecen a una intención claramente humanística, la de aleccionar con la sabiduría de los clásicos a cortesanos y caballeros interesados por las letras aunque no muy doctos. Por ello, pero también por un especial interés, emprendió la traducción de los Tractados y las Tragedias de Séneca, pues de hecho se hallaba bastante inclinado al estoicismo que se avenía mejor con su formación moralizante y escolasticista, que le hizo sustentar el valor de las Sagradas Escrituras sobre las profanas, si bien no les discutió como otros su enorme valor pedagógico, en especial de historiadores como Tucídides o poetas épicos como Homero para la casta nobiliaria y gobernante. 
En ese sentido disputó con el humanista Leonardo Bruni de Arezzo o Aretino (1370-1444) sobre una nueva traducción que hizo este de la Ética de Aristóteles en defensa de la traducción medieval de Guillermo de Moerbeke (1215-1286), conflicto que se prolongó al defender Pier Cándido Decembrio (1399-1477) a Bruni, e intervenir el cardenal Pizolpasso (1370-1443). La disputa originó no menos de seis textos y diecinueve cartas cruzadas entre Cartagena y Decembrio. Cartagena escribió, por ejemplo, Declinationes o declamationes super translationem Ethicorum (h. 1432).

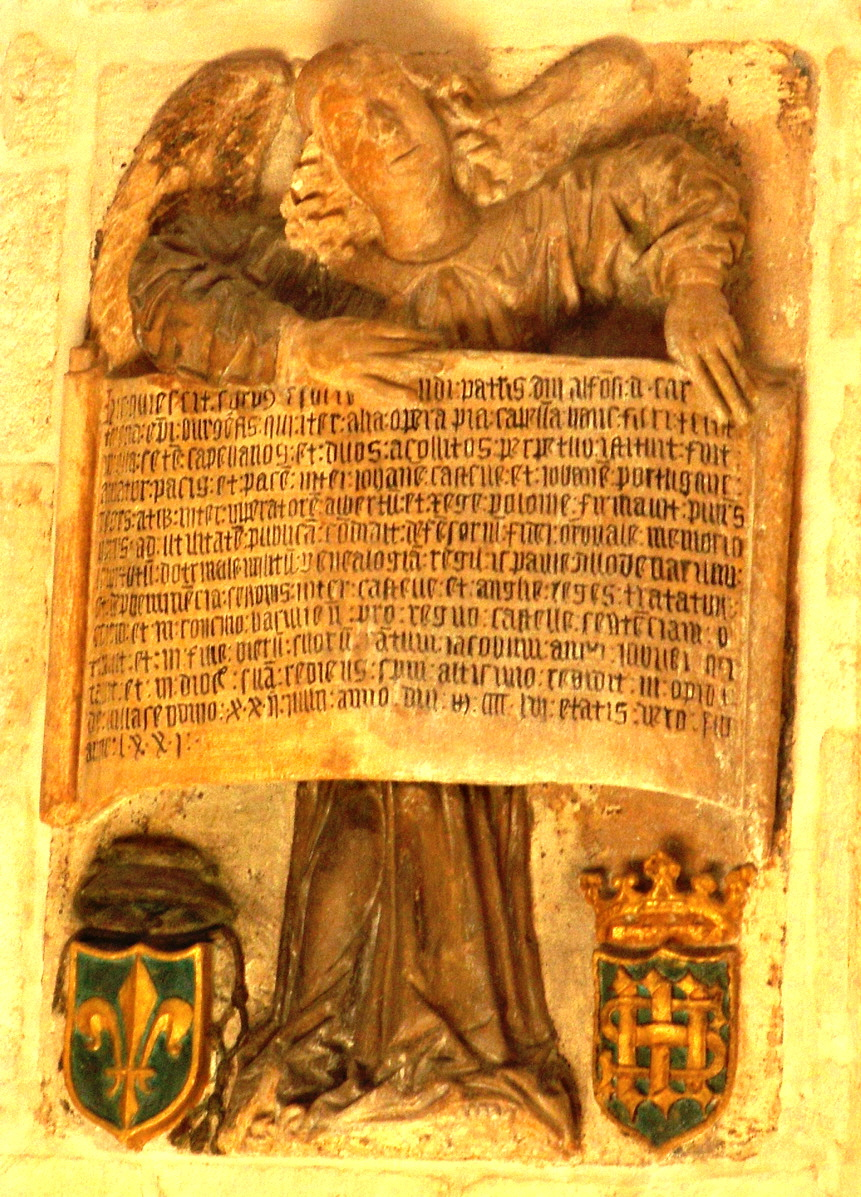
Inscripción con su heráldica, catedral de Burgos.

Durante algún tiempo vivió en Roma consagrado al estudio.
En 1438 fue a Breslau para entrevistarse con el emperador Alberto II de Habsburgo, rey de Alemania y Rex Romanorum desde 1438, a la muerte del emperador del Sacro Romano Imperio Segismundo, hasta la suya propia en 1439, logrando la paz entre el rey de Polonia Vladislao III Jagellón y el emperador. 
En 1441 fue junto al obispo de Segovia y también cardenal, Juan de Cervantes, ante el supuesto rey de Navarra (rey consorte de Navarra realmente), recientemente enviudado de la reina titular de Navarra Blanca I, luego Juan II de Aragón con el fin de evitar la guerra.
Intervino también en los conflictos de Castilla con Aragón y Granada. 
El famoso humanista Enea Silvio Piccolomini, luego papa con el nombre de Pío II, le llamó Deliciae hispanorum decus praelatorum non minus eloquentia quam doctrina preclarus, inter omnes consilio et facundia praestans. De vuelta a Burgos fundó una escuela pública "de toda doctrina" en la que estudiaron los más doctos latinistas de la España de los Reyes Católicos, como Rodrigo Sánchez de Arévalo, Alfonso de Palencia, Diego Rodríguez Almela y, tal vez, Fernán Díaz de Toledo. 
Fue amigo del también escritor y humanista Fernán Pérez de Guzmán, sobrino de Pero López de Ayala y señor de Batres, quien incluyó un afectuoso esbozo biográfico suyo en sus Generaciones y semblanzas (1450); Cartagena le dedicó su Oracional (1454), un tratadito sobre el rezo. 
Ayudó con una fuerte suma a edificar el convento de San Pablo de Burgos, donde estaban enterrados sus padres y muchos de sus familiares, y reedificó otras iglesias y monasterios de su obispado, entre ellos la catedral de Burgos, cuya construcción permanecía paralizada desde hacía tiempo. 
Compuso, además, algunos tratados de filosofía moral y teología. A los sesenta años se propuso ir en romería a Santiago de Compostela, lo que pudo concluir, si bien murió una vez vuelto a su diócesis. Su sepulcro se encuentra en la Capilla de la Visitación de la catedral de Burgos.

## Obras

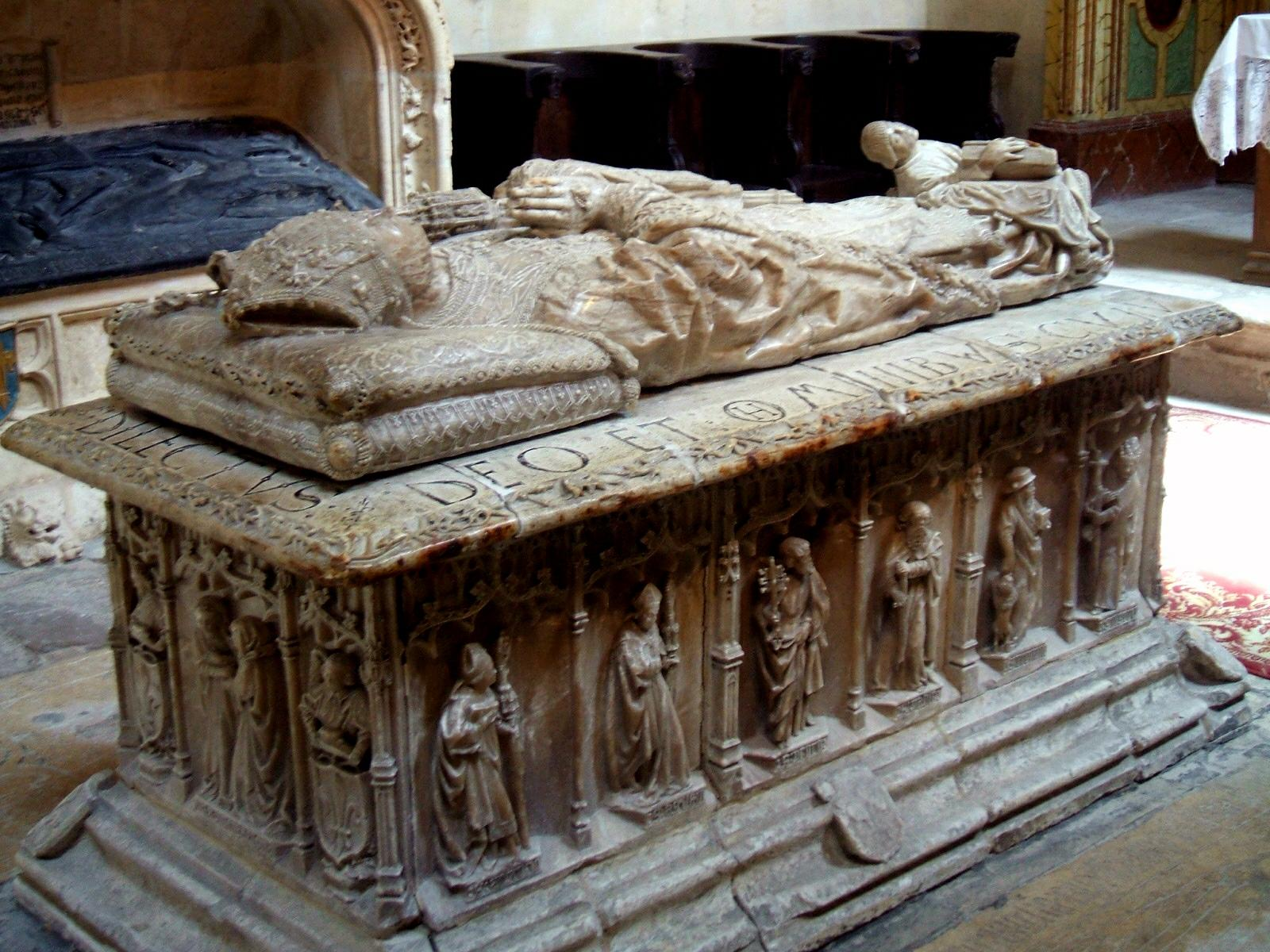
Sepulcro en la Capilla de la Visitación de la Catedral de Burgos.

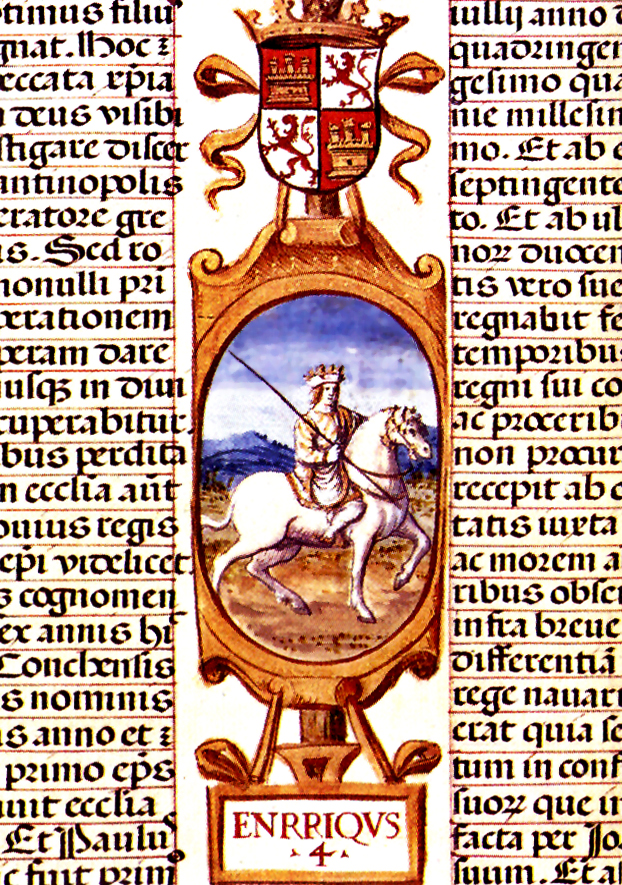
Enrique IV de Castilla representado en el Liber Genealogíae Regum Hispaniae o Anacephaleosis.

Además de sus traducciones de los doce libros de Séneca, por los que estaba particularmente interesado, y de las ya citadas obras de Cicerón, escribió las siguientes obras: 
- 1) Liber Genealogiae Regum Hispaniae, (Genealogía de los Reyes de España) posteriormente titulada Anacephaleosis (una anacefaleosis es una recapitulación) publicada en el siglo XV,[1][2][3][4][5] es una crónica de España continuadora de las elaboradas por Flavio Josefo, por Floro y por Jiménez de Rada, que subraya el goticismo castellano; se difundió también en castellano en traducción atribuida a Pérez de Guzmán y Juan de Villafuerte, bajo el título de Genealogía de los Reyes de España (1463).  Esta traducción se compone de un prólogo de presentación y 94 capítulos, de los cuales 7 contienen un compendio de los orígenes de la monarquía en España desde Atanarico a los reyes astures y castellano-leoneses y el árbol genealógico de la misma, mostrando su entronque con las monarquías de Navarra, Aragón y Portugal.

- 2) Defensorium fidei, también llamado Defensorium unitatis christianae (1449-1450), es un alegato en defensa de los judíos conversos;

- 3) la exposición del salmo Judica me, Deus;

- 4) un Oracional de Fernán Pérez (Burgos, 1487, compuesto hacia 1454),

- 5) un tratadito sobre el rezo redactado hacia 1454 y dirigido a su amigo y confidente Fernán Pérez de Guzmán en cincuenta y cinco capítulos y un ultílogo de virtudes y de la Misa;

- 6) un Doctrinal de Caballeros (Burgos, 1487), compuesto hacia 1444 y que consiste en una adaptación de la segunda Partida de Alfonso X el Sabio en cuatro libros de la fe, las leyes, la guerra, galardones y castigos, asonadas, desafíos y retos, torneos, vasallos, maleficios y privilegios;[6]

- 7) Memoriales virtutum o Memorial de virtudes, en el que refleja la preocupación del gobernante por tomar las decisiones adecuadas para sus súbditos, y que dedicó a Eduardo I de Portugal, y cuya transcripción dedicó después a su sobrina, la reina Isabel de Portugal, segunda mujer de Juan II de Castilla.[7][8]

- 8) varias canciones, decires y composiciones amorosas que figuran dispersas en los cancioneros,

- 9) Prefación a San Juan Crisóstomo,

- 10) unas Allegationes... super conquista insularum Canariae (1437) que defienden los derechos castellanos a las Islas.

- 11) una Epistula... ad comitem de Haro (h. 1440) donde prescribe un programa de lecturas para educar a la nobleza, entre ellas textos morales de Catón y Contemptus mundanorum;

- 12) el Duodenarium (1442), donde contesta doce preguntas de Pérez de Guzmán;

- 13) un Tractatus questionis ortolanus (1443-1447), a Rodrigo Sánchez de Arévalo, en que defiende la superioridad de la vista sobre el oído;

- 14) una respuesta a la Questión sobre la caballería (1444) del Marqués de Santillana

- 15) un Devocional que se ha perdido, etc.

Alonso de Cartagena evolucionó de los estudios clásicos hacia una vertiente ética y, finalmente, ascética, pero algunos sostienen que en realidad se adaptó a cada receptor con un mensaje adecuado.